# 长田镇 (贞丰县)
长田镇，是中华人民共和国贵州省黔西南布依族苗族自治州贞丰县下辖的一个乡镇级行政单位。
2013年11月16日，贵州省人民政府批复同意撤销长田乡建制，设置长田镇，镇人民政府驻金叶新村。

## 行政区划
长田镇下辖以下地区：
细氽村、雨柏村、甘田村、长田村、陇塔村、瓦厂村和金叶新村。